# Julio Gutiérrez González
Julio Brian Gutiérrez González (Santiago, Chile, 14 de septiembre de 1979) es un exfutbolista chileno. Jugaba de delantero.

## Trayectoria
Su primer club fue Juventud bella Esperanza del barrio San Gregorio de la comuna de La Granja. Después, se unió a una escuela de fútbol de Unión Española, donde realizó su proceso formativo Fue ascendido al primer equipo hispano en marzo de 1997, formando parte del plantel que descendió a la Primera B, para luego coronarse como campeón de la categoría en 1999. Fue comprado al poco tiempo por el cuadro italiano de Udinese, donde no logró consolidarse pasando a préstamo luego al Messina. Al año volvió de regreso donde tampoco logró consolidarse, pasando nuevamente a préstamo ahora al Pescara, luego al Sambenedettese y finalmente al Grosseto. De la península itálica se trasladó al norte de América, reclutado por los Indios de Ciudad Juárez.
Haciendo un paréntesis en su periplo internacional, Gutiérrez vuelve a Chile a jugar por el club que lo vio nacer, la Unión Española, donde cumple dos buenas temporadas, lo que le vale su pase a la Católica, donde jugó las temporadas 2007 y 2008.
En enero de 2009 es confirmado su traspaso a Santa Fe, club de la Categoría Primera A en Colombia. Una de sus actuaciones destacadas con el club bogotano fue la tripleta que le marcó al Boyacá Chicó en la segunda fecha del Torneo Finalización.
El 2 de agosto el futbolista firma con el club venezolano Deportivo Táchira uno de los clubes más grandes de Venezuela, aquí en este club se consolidaría y sería pieza clave para lograr ganar Torneo Apertura 2010 (Venezuela) y la Primera División Venezolana 2010/11. Su próximo club en Venezuela sería el Mineros de Guayana donde ganaría la Copa Venezuela 2011, anotando 2 goles en dicha competición.
Terminado su contrato con Mineros de Guayana, regresó a Chile para terminar su carrera, sin embargo no encuentra club, se integra al equipo del SIFUP, sin embargo y tras varios intentos infructuosos, finalmente optó por el retiro.

## Selección nacional
Sus buenos inicios en Unión Española lo llevaron hasta la selección chilena, llegando a disputar el Torneo Preolímpico de 2000 disputado en la ciudad de Londrina, Brasil, que le sirvió a Chile y Brasil para llegar a los Juegos Olímpicos de Sídney en el mismo año. En la selección adulta disputó 5 encuentros. Debutó el 9 de febrero de 2000 en un amistoso frente a Australia. Jugó 4 amistosos y un partido de clasificatorias al mundial de 2002.

### Participaciones en Clasificatorias a Copas del Mundo
| Eliminatorias                    | País                  | Resultado | Posición | PJ | Goles |
| -------------------------------- | --------------------- | --------- | -------- | -- | ----- |
| Eliminatorias Corea y Japón 2002 | Corea del Sur y Japón | Eliminado | 10º      | 1  | 0     |

### Partidos internacionales
| 1     | 9 de febrero de 2000    | Estadio Elías Figueroa Brander, Valparaíso, Chile | Australia  | 2-1 | Australia  |   |  | Nelson Acosta | Copa Ciudad de Valparaíso        |
| 2     | 15 de febrero de 2000   | Estadio Elías Figueroa Brander, Valparaíso, Chile | Chile      | 0-2 | Eslovaquia |   |  | Nelson Acosta | Copa Ciudad de Valparaíso        |
| 3     | 14 de noviembre de 2001 | Estadio Nacional, Santiago, Chile                 | Chile      | 0-0 | Ecuador    |   |  | Jorge Garcés  | Clasificatorias Corea-Japón 2002 |
| 4     | 2 de junio de 2007      | Estadio Ricardo Saprissa, Tibás, Costa Rica       | Costa Rica | 2-0 | Chile      |   |  | Nelson Acosta | Amistoso                         |
| 5     | 5 de junio de 2007      | Independence Park, Kingston, Jamaica              | Jamaica    | 0-1 | Chile      |   |  | Nelson Acosta | Amistoso                         |
| Total | Total                   | Total                                             | Presencias | 5   | Goles      | 0 |  |               |                                  |

| Selección chilena | Selección chilena | Selección chilena |
| Año               | Partidos          | Goles             |
| ----------------- | ----------------- | ----------------- |
| 2000              | 2                 | 0                 |
| 2001              | 1                 | 0                 |
| 2007              | 2                 | 0                 |
| Total             | 5                 | 0                 |

## Clubes
| Club                   | País      | Año       |
| ---------------------- | --------- | --------- |
| Unión Española         | Chile     | 1996-2000 |
| Udinese                | Italia    | 2000-2001 |
| Messina                | Italia    | 2002      |
| Udinese                | Italia    | 2003      |
| Pescara                | Italia    | 2003-2004 |
| Sambenedettese         | Italia    | 2004      |
| Grosseto               | Italia    | 2005      |
| Indios                 | México    | 2005-2006 |
| Unión Española         | Chile     | 2006-2007 |
| Universidad Católica   | Chile     | 2007-2008 |
| Independiente Santa Fe | Colombia  | 2009-2010 |
| Deportivo Táchira      | Venezuela | 2010-2011 |
| Mineros de Guayana     | Venezuela | 2011-2013 |

## Palmarés

### Campeonatos nacionales
| Título           | Club               | País      | Año     |
| ---------------- | ------------------ | --------- | ------- |
| Primera B        | Unión Española     | Chile     | 1999    |
| Copa Colombia    | Santa Fe           | Colombia  | 2009    |
| Torneo Apertura  | Deportivo Táchira  | Venezuela | 2010-11 |
| Primera División | Deportivo Táchira  | Venezuela | 2010-11 |
| Copa Venezuela   | Mineros de Guayana | Venezuela | 2011    |

### Copas internacionales
| Título         | Club (*) | Sede   | Año  |
| -------------- | -------- | ------ | ---- |
| Copa Intertoto | Udinese  | Italia | 2000 |